# Nathalie Étienne-Bergeaud
Pour les articles homonymes, voir Bergeaud.
Nathalie Etienne, née le 21 janvier 1962 à T'kout (Algérie française), est une ancienne internationale française de basket-ball.

## Club
- 1970-1978 :  Saint-Maixent l'Ecole
- 1978-1979 :  Centre fédéral
- 1979-1982 :  Poitiers
- 1982-1987 :  Stade français Paris
- 1987-1991 :  BAC Mirande

## Palmarès

### Club
compétitions nationales
- Championne de France 1983, 1984, 1985, 1986, 1987, 1988, 1989, 1990
- Vainqueur de la Coupe du printemps : 1983, 1984

### Sélection nationale
Championnat d'Europe
- 8e du Championnat d'Europe 1989,  Bulgarie
- 8e du Championnat d'Europe 1987,  Espagne
- 8e du Championnat d'Europe 1985,  Italie

Championnat d'Europe junior
- Médaille d'argent du Championnat d'Europe de basket-ball féminin des 18 ans et moins 1981
- Médaillée d'or aux jeux de la Francophonie : 1989
- Début en Équipe de France le 1er mai 1981 à Szekesfehervar contre la Hongrie
- Dernière sélection le 21 juillet 1989 à Casablanca contre le Sénégal